# Diplocarpon rosae
Diplocarpon rosae F.A. Wolf, Bot. Gaz. 54: 231 (1912), è un fungo ascomicete.
È l'agente patogeno causa una micopatia tipica della rosa (ticchiolatura della rosa). Presenta due forme una asessuata o conidica e una sessuata. Il ciclo biologico si svolge sulla rosa. Nei mesi invernali si conserva come acervulo (forma agamica) sulle foglie infettate. Si manifesta in primavera con macchie nerastre sulla pagina superiore delle foglie che possono evolvere fino a provocare la filloptosi precoce.

## Sinonimi e binomi obsoleti
- Actinonema rosae (Lib.) Fr., Summa vegetabilium Scandinaviae, Section Post. (Stockholm): 424 (1849)
- Asteroma rosae Lib., Mém. Soc. Linn. Paris 5: 404 (1827)
- Dicoccum rosae Bonord., Bot. Ztg. 11: 282 (1853)
- Dothidea rosae Schwein., Trans. Am. phil. Soc., New Series 4(2): 235 (1832)
- Fabraea rosae (F.A. Wolf) Seaver, North American Cup-fungi, (Inoperculates) (New York): 190 (1951)
- Marssonia rosae Trail, Scott. Natural., N.S. 4(10): 73 (1889)
- Marssonia rosae (Bonord.) Briosi & Cavara, Funghi Parass. Piante Colt. od Utili, Fasc. 3-4(nos 51-100): no. 97 (1889)
- Marssonina rosae (Lib.) Died., Krypt.-Fl. Brandenburg augr. Gebiete 9: 830 (1915)
- Phyllachora rosae (Schwein.) Sacc., Sylloge fungorum omnium husque cognitorum (Abellini) 2: 611 (1883)